# Вранов-над-Топлёу
Вранов-над-Топлёу (словац. Vranov nad Topľou, русин. Воронів над Топлёв, нем. Frö(h)nell, венг. Varannó) — небольшой город на востоке Словакии на реке Топля. Население — около 23 тыс. человек.

## История
Впервые город был упомянут в 1333 в церковных документах, однако археологические раскопки свидетельствуют о существовании города с IX века. В 1363 году Вранов получил статус города. С XV века в городе бурно развиваются ремёсла, король предоставляет Вранову право проводить ярмарки. С XV века Врановом владеет семья Батори.
XIX век был ознаменован крестьянским восстанием 1831 года, потом восстанием 1848 года. Для города настают тяжёлые времена. Начинается массовая эмиграция в США и Канаду.
В 1948 году началась индустриализация города.
Особенностью Вранова является факт, что четверть населения является униатами.

## Население
| Год:                | 1994   | 2004    | 2014    | 2024     |
| ------------------- | ------ | ------- | ------- | -------- |
| Количество человек: | 23 900 | 23 036  | 22 898  | 20 262   |
| Разница:            |        | −3,61 % | −0,59 % | −11,51 % |

## Достопримечательности
- Базилика Рождества Девы Марии
- Униатская церковь
- Паулинский монастырь
- Кальвинистский костёл

## Известные уроженцы
- Ян Гудацкий (пол. Ján Hudacký) — словацкий политик, депутат Европейского парламента от Словакии (2004—2009).